# Circuit des Amériques
Pour les articles homonymes, voir COTA.
Le circuit des Amériques (en anglais Circuit of the Americas abrégé COTA), est un circuit automobile situé dans le village d'Elroy à proximité de la ville d'Austin dans l'État du Texas aux États-Unis.
Le circuit des Amériques accueille, depuis 2012, le Grand Prix des États-Unis dans le cadre du championnat du monde de Formule 1. C'est le premier circuit construit spécialement aux États-Unis pour accueillir un Grand Prix de Formule 1. 
Depuis 2013, le Grand Prix moto des Amériques y est organisée chaque année. 
Le circuit dispose, à partir de 2018, d'une piste de rallycross qui a accueilli pour la première fois aux États-Unis le Championnat du monde de rallycross FIA.  
À partir de 2019, le Grand Prix d'Austin d'IndyCar y est organisé. 
La NASCAR arrive en 2021 avec une course de Cup Series, d'Xfinity Series et de Camping World Truck Series prévue le 4e week-end du mois de mai,,.

## Tracé

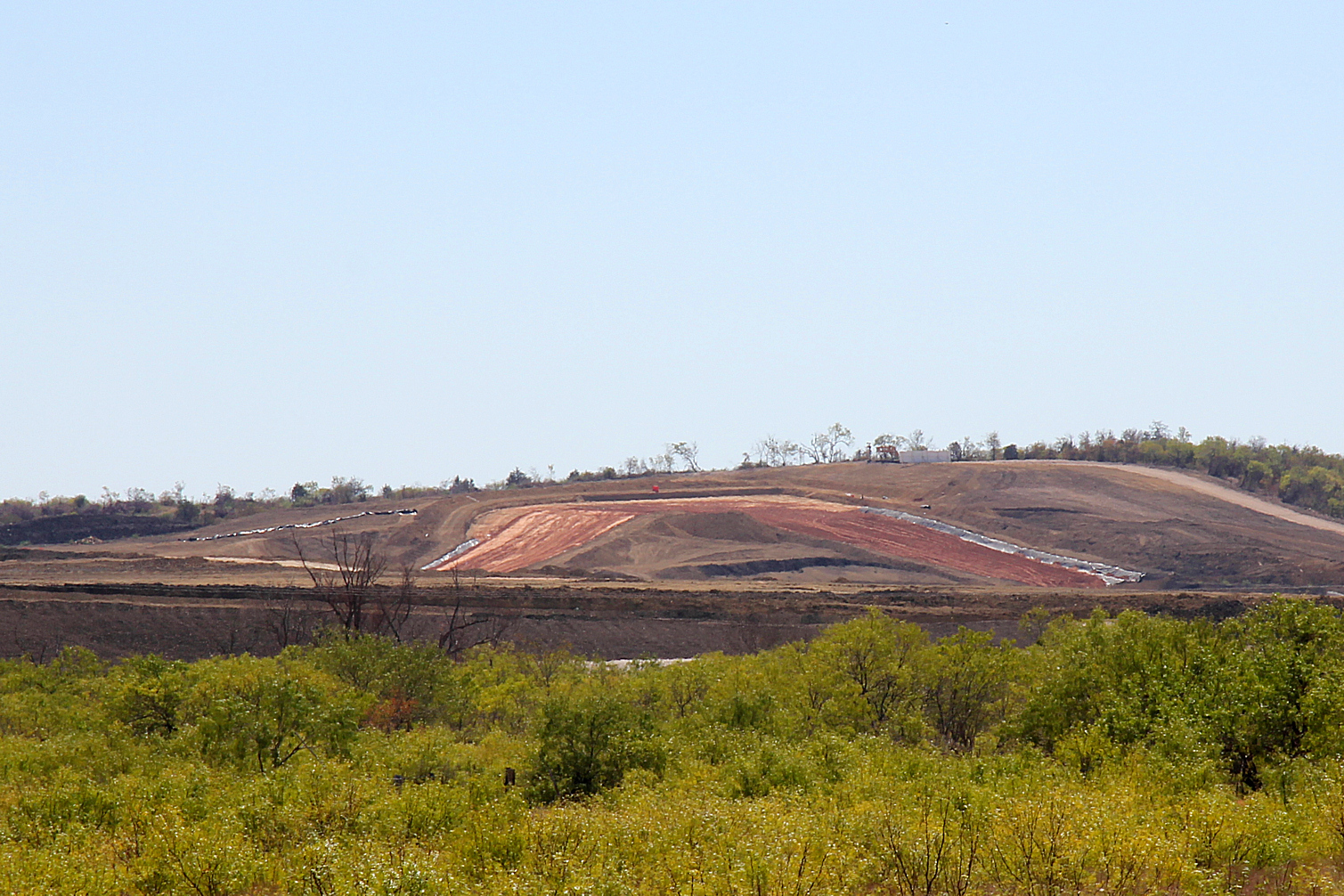
La construction du circuit, ici le premier virage.

Le 1er septembre 2010, le tracé du circuit est dévoilé et il est révélé que le circuit automobile d'Austin accueillera le Grand Prix automobile des États-Unis en 2012, après une absence de cinq années. Comme la plupart des circuits récents intégrés au championnat du monde de Formule 1, le tracé du circuit a été dessiné par Tavo Hellmund, l'initiateur du projet, assisté par l'architecte allemand Hermann Tilke.
Le tracé se déroule sur 5 513 mètres, avec vingt virages. L'une de ses spécificités est qu'il présente un sens anti-horaire. Dans le cadre du championnat du monde de Formule 1, seuls les circuits de Singapour, de Corée, d'Istanbul, d'Interlagos et d'Abou Dabi sont dans ce cas.
La deuxième spécificité de ce tracé est qu'il reprend certains virages connus de circuits existants : le premier virage, en dénivelé, s'inspire du premier virage du Red Bull Ring, les virages no 3 à no 6 reprennent l'enchainement Maggots-Becketts-Chapel du circuit de Silverstone, les virages no 7 à no 9 reprennent le S de Senna du circuit d'Interlagos, les virages no 13 à no 15 reprennent l'entrée du stade du circuit d'Hockenheim et les virages no 16 à no 18 ressemblent au quadruple-gauche du circuit d'Istanbul Park.
Enfin, la troisième spécificité de ce circuit est son dénivelé. En effet, c'est le troisième circuit du championnat du monde de Formule 1 ayant le plus de dénivellation avec 40,5 mètres, derrière les circuits de Spa-Francorchamps et de Suzuka. Du fait de ce dénivelé, l'épingle du virage no 1 est la « signature » du circuit avec une forte montée menant au virage suivie immédiatement après d'une forte descente.

## Péripéties lors de la construction du circuit
En mai 2010, la FIA annonce que le Grand Prix des États-Unis fera son retour au calendrier du championnat du monde en 2012 à Austin au Texas, sur un circuit spécialement conçu pour l'occasion. Le 1er septembre 2010, le tracé du circuit automobile d'Austin est dévoilé et la construction débute en décembre 2010.
Néanmoins, le 15 novembre 2011, Susan Combs, contrôleuse générale des finances du Texas, annonce que la subvention de 25 millions de dollars pour le Grand Prix ne sera pas versée d'avance tant que la première course n'aura pas eu lieu, surtout depuis l'annonce de l'organisation d'un Grand Prix à New York dès 2013. Le circuit des Amériques annonce dans un communiqué officiel l'arrêt du chantier tant qu'un contrat avec Bernie Ecclestone n'est pas conclu. 

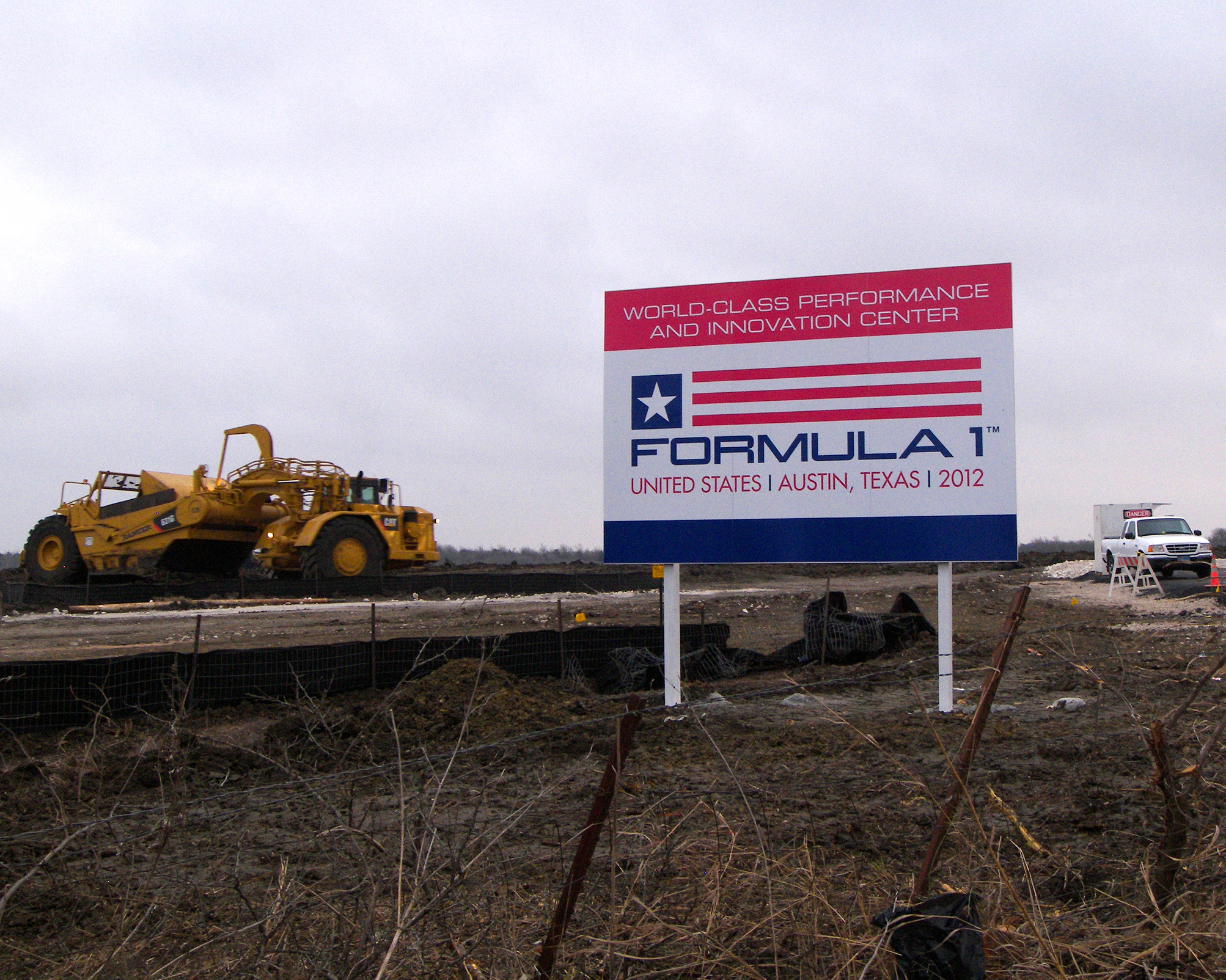
Panneau aux abords du Circuit des Amériques.

Le 16 novembre 2011, Bernie Ecclestone affirme dans une interview à Press Association que le Grand Prix des États-Unis à Austin est sur le point de perdre sa date au calendrier 2012 : « Nous avions un accord avec Full Throttle Productions. Tout avait été signé et gravé dans le marbre mais ensuite la CotA (les promoteurs du chantier du circuit) est venue dire qu'elle voulait gérer les choses elle-même, car elle avait des problèmes avec Tavo Hellmund, le patron de Full Throttle Productions. Ils m'ont dit qu'ils avaient le circuit et qu'ils voulaient donc trouver un accord avec moi. Je leur ai donc dit qu'ils devaient trouver un accord avec Tavo Hellmund et ils m'ont répondu que c'est ce qu'ils allaient faire mais ce n'est plus possible car nous avons annulé le contrat de Tavo qui ne l'avait pas respecté en ne fournissant pas toutes les garanties demandées. ». 
Le lendemain 17 novembre, Bernie Ecclestone annonce que, faute de garanties bancaires de la part de l'État du Texas et d'un contrat valide avec les organisateurs du Grand Prix d'une part et les promoteurs du circuit d'autre part, il est probable que le conseil mondial de la FIA décide lors de la réunion du 7 décembre d'annuler l'édition 2012 du Grand Prix.
Le 7 décembre 2011, Red McCombs, le principal investisseur annonce qu'un accord est conclu entre la CotA et Bernie Ecclestone : « Monsieur Ecclestone a reçu son chèque aujourd’hui pour le Grand Prix des États-Unis. Nous tenons à remercier les fans qui nous soutiennent, les autorités locales et les entreprises qui nous ont encouragé, l'État du Texas, le staff du Circuit des Amériques et Bernie lui-même. ». Bobby Epstein, le patron du circuit déclare également : « Nos investisseurs ont cru depuis le début à ce projet qui représente un bénéfice énorme pour notre région et offre un puissant moteur économique pour l'avenir. Nous restons déterminés à atteindre notre objectif d’être des partenaires précieux pour notre communauté grâce à notre plateforme pour les sports et le divertissement. Les équipes d'ingénierie et de construction qui travaillaient sur le circuit vont reprendre immédiatement le travail pour que le circuit soit terminé à temps pour la date de la course. ». Le Grand Prix des États-Unis figure donc au calendrier définitif de la saison 2012 de Formule 1.

## Meilleurs tours en course
Les records officiels ne sont établis qu'en course. Le record non officiel du tour est de 1:32.029 établi par Valtteri Bottas dans une Mercedes AMG F1 W10 EQ Power+ lors des qualifications pour le Grand Prix automobile des États-Unis 2019. En mars 2025, les meilleurs tours en course sur le circuit des Amériques sont les suivants : 
| Catégorie                                    | Temps                                        | Pilote                                       | Véhicule                                     | Épreuve                                      |
| Circuit Grand Prix : 5,513 km (2012–présent) | Circuit Grand Prix : 5,513 km (2012–présent) | Circuit Grand Prix : 5,513 km (2012–présent) | Circuit Grand Prix : 5,513 km (2012–présent) | Circuit Grand Prix : 5,513 km (2012–présent) |
| -------------------------------------------- | -------------------------------------------- | -------------------------------------------- | -------------------------------------------- | -------------------------------------------- |
| Formule 1                                    | 1:36.169                                     | Charles Leclerc                              | Ferrari SF90                                 | Grand Prix automobile des États-Unis 2019    |
| LMP1                                         | 1:47.052                                     | Loïc Duval                                   | Audi R18                                     | 6 Heures du circuit des Amériques 2016       |
| IndyCar Series                               | 1:48.8953                                    | Colton Herta                                 | Dallara DW12                                 | IndyCar Classic 2019                         |
| LMP2                                         | 1:52.545                                     | Nyck de Vries                                | Oreca 07                                     | Lone Star Le Mans 2020                       |
| LMH                                          | 1:52.564                                     | Kamui Kobayashi                              | Toyota GR010 Hybrid                          | Lone Star Le Mans 2024                       |
| LMDh                                         | 1:52.584                                     | Charles Milesi                               | Alpine A424                                  | Lone Star Le Mans 2024                       |
| Daytona Prototype                            | 1:57.198                                     | Jordan Taylor                                | Cadillac DPi-V.R                             | WeatherTech SportsCar Championship 2017      |
| LM GTE                                       | 2:02.522                                     | Nicki Thiim                                  | Aston Martin Vantage AMR (GTE)               | Lone Star Le Mans 2020                       |
| MotoGP                                       | 2:02.129                                     | Marc Márquez                                 | Desmosedici GP 25                            | Grand Prix moto des Amériques 2025           |
| Moto2                                        | 2:08.210                                     | Alonso López                                 | Boscoscuro B-24                              | Grand Prix moto des Amériques 2024           |
| Moto3                                        | 2:13.939                                     | Matteo Bertelle                              | KTM RC250GP                                  | Grand Prix moto des Amériques 2025           |
| GT3                                          | 2:04.670                                     | Philip Ellis                                 | Mercedes-AMG GT3 Evo                         | GT World Challenge America 2024              |
| GT4                                          | 2:14.917                                     | Zac Anderson                                 | BMW M4 GT4 Gen II                            | 2024 Austin GT4 America round                |
| TCR Touring Car                              | 2:18.404                                     | Tyler Maxson                                 | Hyundai Veloster N TCR                       | 2020 1st Austin TC America round             |

## Configurations du circuit
|                                   |
| Circuit Grand Prix (2012–présent) |

|                                 |
| Circuit National (2012–présent) |

|                                   |
| Circuit Rallycross (2018–présent) |

|                       |
| Circuit NASCAR (2025) |